# St. Christopherus (Dodendorf)

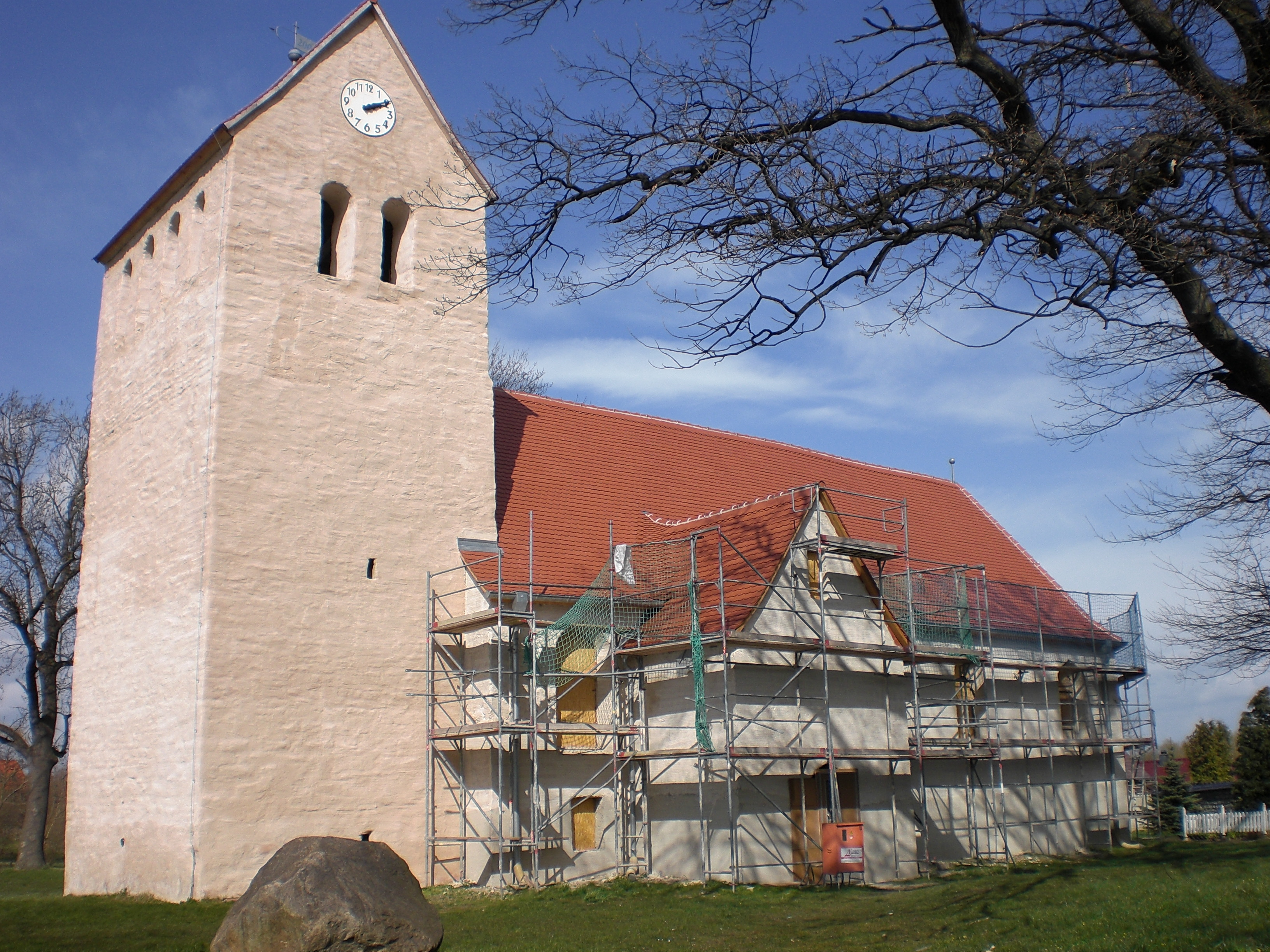
Sankt-Christophorus-Kirche in Dodendorf während der Bauarbeiten im März 2008

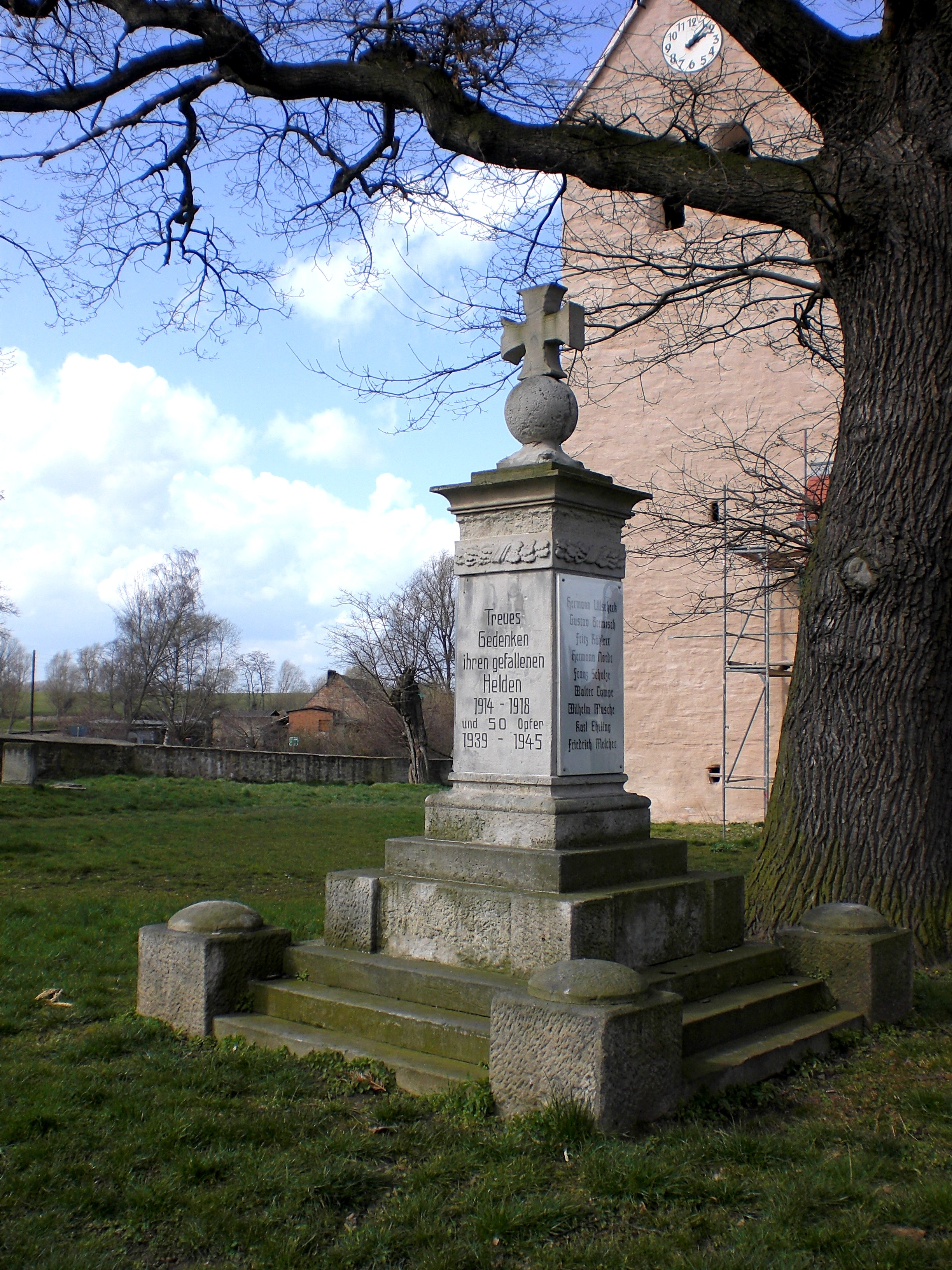
Kriegerdenkmal südlich der Kirche

St. Christophorus ist die evangelische Kirche des zur Gemeinde Sülzetal gehörenden Dorfes Dodendorf in Sachsen-Anhalt. Sie gehört zum Kirchspiel „Im Sülzetal“ im Kirchenkreis Egeln der Evangelischen Kirche in Mitteldeutschland.

## Architektur und Geschichte
An der Stelle der heutigen aus der Spätgotik stammenden Kirche befand sich ein spätromanischer Vorgängerbau, von dem der Kirchturm erhalten blieb. Der auf einem rechteckigen Grundriss errichtete Turm, westlich des Kirchenschiffs, steht quer zu diesem. Der von einem Satteldach gedeckte Turm verfügt über als Rundbogen gestaltete Schallöffnungen.
Der spätgotische Kirchensaal wurde Ende des 17. Jahrhunderts erneuert. Im Osten schließt der Saal mit einem Dreiachtel-Schluss ab.
Das Innere der Kirche wurde bei einem Großbrand im Jahr 1760 beschädigt. Hierbei gingen alle Kirchenbilder verloren. Am 5. Mai 1809 fand in unmittelbarer Nähe der Kirche die Schlacht bei Dodendorf statt. Die Mauer des Kirchhofes wurde während der Kämpfe als Deckung genutzt, woran ein nördlich der Kirche gesetztes Denkmal erinnert. Nach einem Unfall des Pfarrers von Buckau und Fermersleben war der Dodendorfer Pfarrer 1828/29, neben anderen Kollegen, vertretungsweise auch in der Buckauer und Fermersleber Kirche tätig.
Im Jahr 2008 erfolgt eine Restaurierung des Gebäudes.

## Ausstattung
An der westlichen und südlichen Wand befinden sich Emporen. Auf der Westempore befindet sich eine Orgel mit einem barocken Prospekt aus dem Jahr 1750. Aus der Zeit der Gotik stammt ein großer achteckiger Taufstein.
Bemerkenswert ist ein geschnitzter mit seitlichen Durchgängen versehener Altaraufsatz mit einem auf das Jahr 1693 datierten Kreuzigungsgemälde. Ein das Abendmahl darstellendes Gemälde befindet sich in der Predella, die Grablegung Christi wurde im Aufsatz dargestellt. In den Brüstungsfeldern der Kanzel befinden sich die Evangelisten darstellende Reliefs.
Die Fenster auf der östlichen Seite sind mit Glasmalereien verziert, die vermutlich um 1870 im Zuge einer Restaurierung entstanden. Die Darstellungen zeigen Szenen aus der Kindheit Jesu.

## Kirchhof
Der Kirchhof ist von einer Mauer umgeben. Auf dem Kirchhof befanden sich diverse alte Grabsteine. Hierunter auch der Grabstein des an der Kirche als Pastor tätigen Johannes Dezimator, verstorben 1588, und ein weiterer Pastorengrabstein von 1593. Bemerkenswert waren auch drei Grabsteine mit Inschriften aus dem 18. Jahrhundert. Derzeit (März 2008) liegen die Grabsteine jedoch an der südlichen Friedhofsmauer gestapelt.
Südlich der Kirche befindet sich ein Kriegerdenkmal für die in den Weltkriegen umgekommenen Dodendorfer.